# جون إس. مار
جون إس. مار (بالإنجليزية: John S. Marr)‏ هو مؤلف وكاتب أمريكي، ولد في 22 فبراير 1940 في نيويورك في الولايات المتحدة.